# Wilfried Theising
Wilfried Theising (ur. 20 września 1962 w Wettringen) – niemiecki duchowny rzymskokatolicki, biskup pomocniczy Münsteru od 2010.

## Życiorys
Święcenia kapłańskie otrzymał 14 maja 1989 i został inkardynowany do diecezji Münster. Przez kilka lat pracował jako wikariusz parafialny. W 1997 objął probostwo w Metelen, a w 2003 został dziekanem dekanatu Borken.
31 maja 2010 papież Benedykt XVI mianował go biskupem pomocniczym diecezji Münster, ze stolicą tytularną Mina. Sakry biskupiej udzielił mu bp Felix Genn.